# Камысты (Западно-Казахстанская область)
Камысты (каз. Қамысты, до 1999 года — Кайсацкая) — село в Жанибекском районе Западно-Казахстанской области Казахстана. Административный центр Камыстинского сельского округа. Находится вблизи границы с Российской Федерацией, примерно в 37 км к северо-северо-востоку (NNE) от села Жанибек, административного центра района. Код КАТО — 274245100.

## Население
В 1999 году численность населения села составляла 1703 человека (862 мужчины и 841 женщина). По данным переписи 2009 года в селе проживало 1464 человека (730 мужчин и 734 женщины).

## Уроженцы
- Ерденбек Ниеткалиев (Герой Советского Союза)
- Гаппар Ергалиев (Учёный)
- Гакаш Бияшев (Учёный)